# SC 툴롱
스포르팅 클뢰브 툴롱(Sporting Club Toulon)은 프랑스의 축구 클럽으로, 바르주의 툴롱을 연고지로 한다. 2016-17 시즌 샹피오나 나시오날 2에 참가하고 있다.

## 선수 명단

### 현역
참고: FIFA 자격 규정에 따라 소속된 국가대표팀 국기를 표시합니다. 선수는 복수의 FIFA 비회원국 국적을 가지고 있을 수 있습니다.
| 번호 | 포지션 | 국적   | 이름          |
| ---- | ------ | ------ | ------------- |
| 8    | MF     | 세네갈 | 훌리오 바요   |
| 13   | DF     | 세네갈 | 모하메드 카네 |

| 번호 | 포지션 | 국적 | 이름 |
| ---- | ------ | ---- | ---- |

## 역대 감독
| 감독            | 임기        |
| --------------- | ----------- |
| 크리스티앙 달제 | 1983 ~ 1986 |
| 크리스티앙 달제 | 1997 ~ 1998 |